# Nikołaj Pinczuk
Nikołaj Grigorjewicz Pinczuk, Mikałaj Ryhorawicz Pinczuk (ros. Николай Григорьевич Пинчук, biał. Мікалай Рыгоравіч Пінчу́к, ur. 4 lutego 1921 we wsi Budionowka w rejonie bobrujskim, zm. 12 stycznia 1978 w Mińsku) – radziecki lotnik wojskowy, pułkownik, Bohater Związku Radzieckiego (1945).

## Życiorys
Urodził się w białoruskiej rodzinie chłopskiej. Do 1940 skończył 10 klas szkoły i aeroklub w Bobrujsku, w 1940 ochotniczo wstąpił do Armii Czerwonej i w tym roku ukończył wojskową lotniczą szkołę pilotów w Odessie, w 1941 w Konotopie, a w 1942 Armawirską Wojskową Wyższą Szkołę Lotniczą   Pilotów Obrony Powietrznej. Od sierpnia 1942 uczestniczył w wojnie z Niemcami, od października 1942 walczył w składzie 18 gwardyjskiego pułku lotnictwa myśliwskiego, 30 sierpnia 1943 w walce nad Jelnią został ranny w wyniku taranowania samolotu wroga Ju-87. Wiosną 1944 został zastępcą dowódcy, a w styczniu 1945 dowódcą eskadry 18 gwardyjskiego pułku lotnictwa myśliwskiego 303 Dywizji Lotnictwa Myśliwskiego 1 Armii Powietrznej 3 Frontu Białoruskiego w stopniu kapitana. Wykonał 307 lotów bojowych i wziął udział w 68 walkach powietrznych, w których strącił osobiście 22 i w grupie 2 samoloty wroga (w tym jeden taranowaniem). Po wojnie nadal służył w lotnictwie, w 1954 ukończył z wyróżnieniem Wojskową Akademię Powietrzną, w 1975 został zwolniony do rezerwy w stopniu pułkownika.

## Odznaczenia
- Złota Gwiazda Bohatera Związku Radzieckiego (19 kwietnia 1945)
- Order Lenina (19 kwietnia 1945)
- Order Czerwonego Sztandaru (czterokrotnie, 23 lipca 1943, 19 lutego 1944, 1 lipca 1944 i 14 sierpnia 1957)
- Order Wojny Ojczyźnianej I klasy (27 sierpnia 1943)
- Order Czerwonej Gwiazdy (dwukrotnie, 22 października 1955 i 22 lutego 1968)
- Order „Za służbę Ojczyźnie w Siłach Zbrojnych ZSRR” III klasy (30 kwietnia 1975)

I medale.